# Comal
Un comal (del nàhuatl comalli) s'utilitza al Mèxic i a l'Amèrica Central, per a referir-se a un utensili de cuina tradicional usat com a planxa per a coure els aliments. El comal tradicional dels pobles aborigens del Mèxic i d'Amèrica Central és una peça de terrissa en forma de plat pla elaborat de fang cuita, que es col·loca sobre tres o quatre pedres (dites tenamaxtles), que serveixen per a prestar-li suport i per a poder encendre foc i brases sota. Tradicionalment s'utilitza per a preparar diversos tipus de platillos (escaldums, ço és plat d’aviram o carn tallada menuda i algun acompanyament), en particular, truites de blat de moro, tlayudas i totopos, entre d'altres.

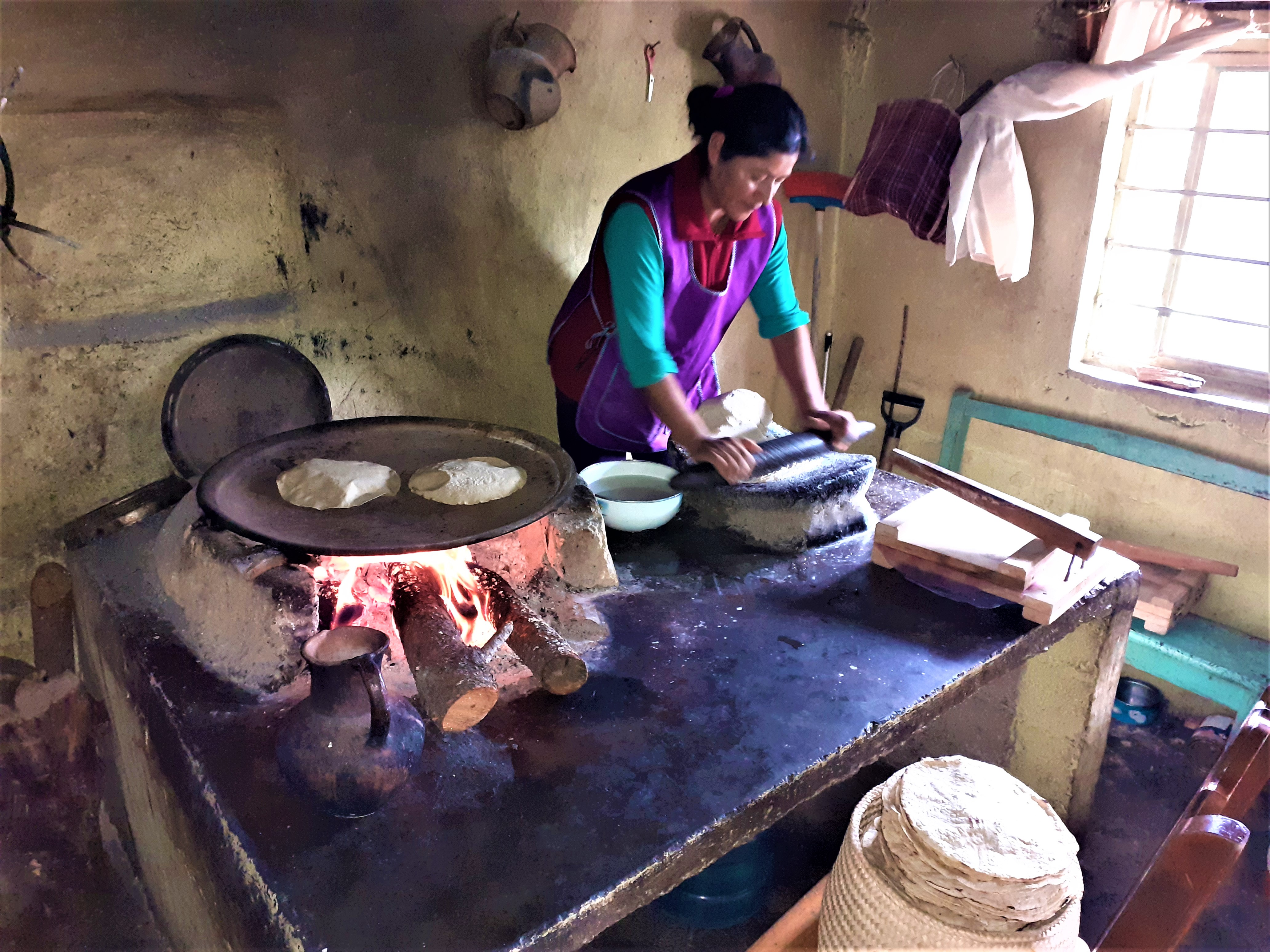
Isabel Nicolás, dona ñuu savi (mixteca) utilitzant un jiiyo (comal en mixtec) de fang per a coure les truites de blat de moro amb llenya a San Juan Achiutla, Oaxaca, Mèxic, 2020.

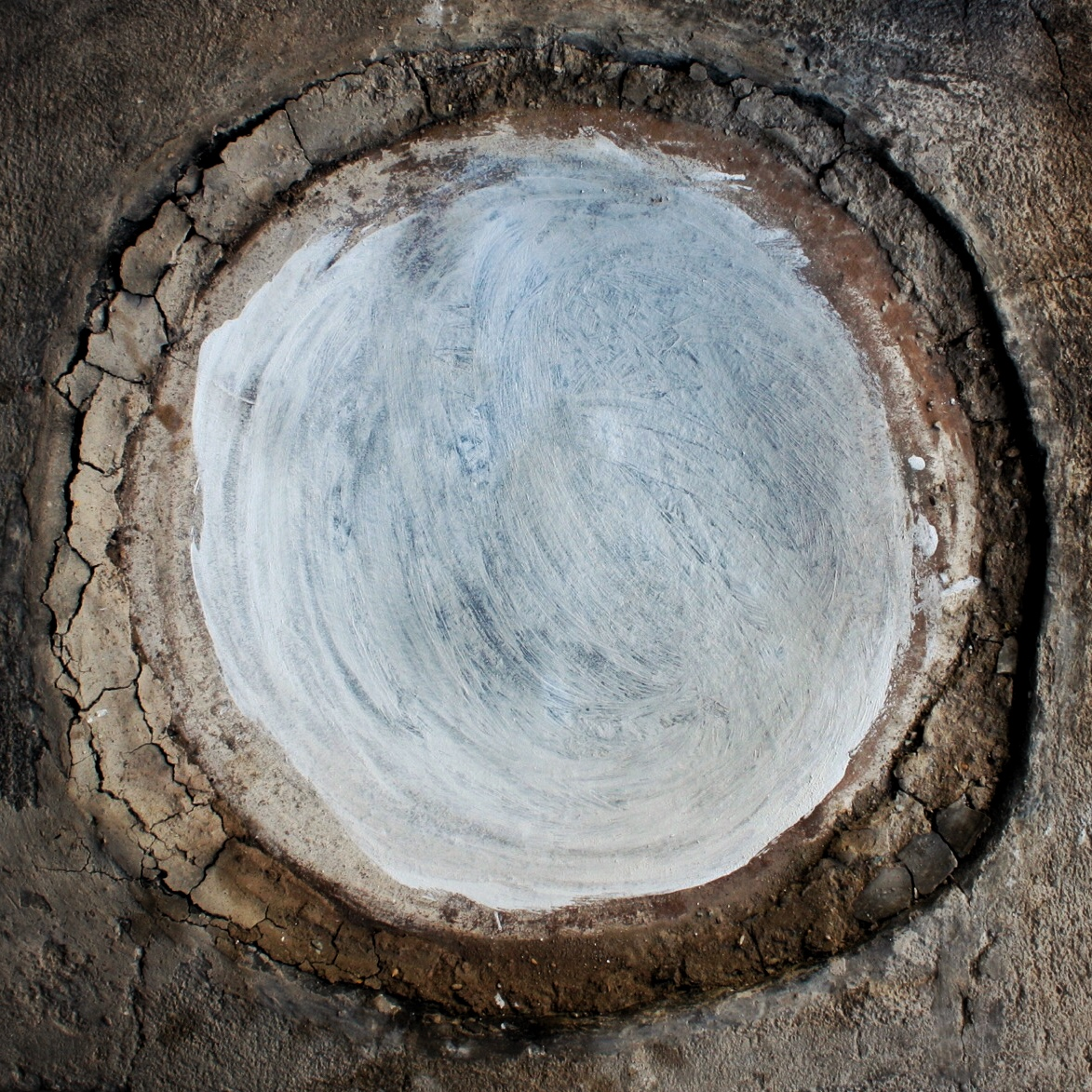
Vista superior d'un comal de fang amb aplicació de calç en la superfície.

Els comals de ceràmica nous solen rebre un tractament superficial anomenat "curado" o "curación" (enduriment o assecament) que consisteix a fregar el comal encara sense usar amb una mescla d'aigua i calç, per després deixar-ho assecar; tractament que el torna antiadherent.
Amb la introducció de sistemes de manufactura i producció els comals també es fabriquen amb làmina metàl·lica i solen ser més grans que els de ceràmica. Algun tenen una depressió circular en la part central, que serveix per a contenir oli o llard líquids, utilitzats quan s'efectua la fregida de diversos productes alimentaris.
Refranys mexicans amb la paraula comal:
- Como pepitas en comal (com llavors en comal). Es diu així dels qui es reuneixen per a xafardejar o criticar acrement els absents.
- El comal le dijo a la olla: ¡Mira que tiznada estás! (el comal va dir a l'olla: Mira que ensutjada ets!). Es refereix a qui critica sense prendre en compte els seus propis defectes, equival a la paràbola de qui veu la palla en l'ull aliè però no la biga al seu.
- El político es como la tortilla en el comal: se voltea por los dos lados (el polític és com la truita en el comal: es gira pels dos costats. Es refereix al fet que els polítics canvien de camp segons els convingui sense tenir conviccions ni valors.
- El que nace tepalcate, ni a comal tiznado llega (qui neix tepalcate, ni a comal ensutjat arriba). Es refereix al fet que per a una persona nascuda en condicions de pobresa, li és molt difícil de millorar la seva condició social, o a la persona que essent molt mediocre, difícilment progressarà. El tepalcate és un tros d'un giny de fang de factura molt rústica.
- No le saquen del comal hasta que se haga totopo (no el traieu del comal fins que es faci totopo). Dir a una persona tots els seus defectes i veritats essent-li incòmode sentir-los però essent necessari dir-los-hi tots perquè es corregeixi i no acabar fins a haver dit tot. El totopo és una espècie de truita feta amb pasta de blat de moro que es deixa en la intensa calor del comal fins que és ben torrada, ben deshidratada, ben rígida, sense arribar a cremar-se.
- Tener comal y metate (tenir comal i metate). Tenir benestar perquè es té allò necessari per a viure o almenys tenir el necessari per a elaborar aliments i gaudir-ne.